# Eumathes canus
Eumathes canus là một loài bọ cánh cứng trong họ Cerambycidae.